# Сербославянский язык

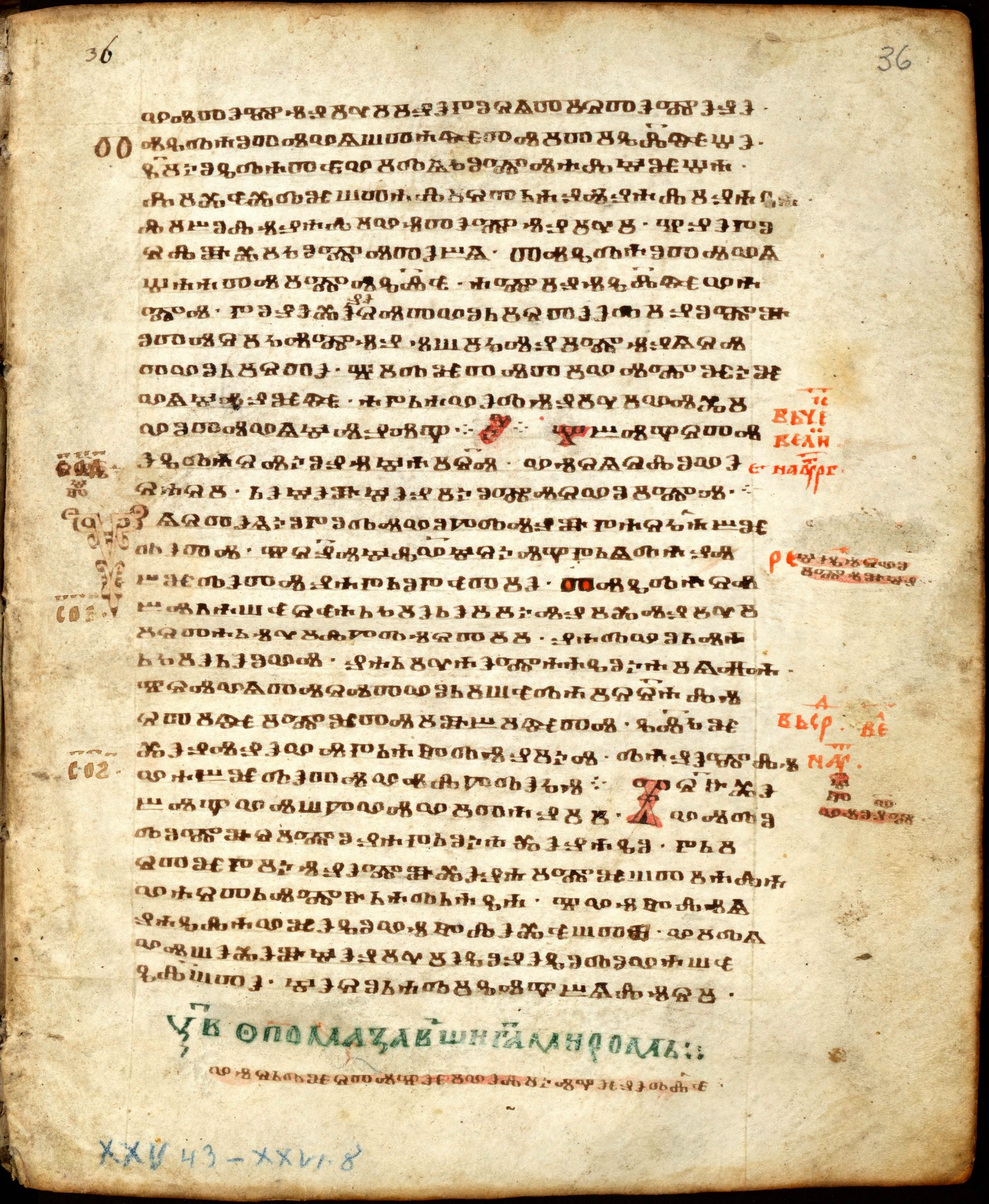
Страница Мариинского евангелия, самой древней рукописи на старославянском языке, в которой прослеживаются сербские особенности

Сербославянский язык — наименование сербской редакции (извода) старославянского языка, который являлся первым стандартом сербского литературного языка.
Ранее считалось, что эта норма сложилась в районе Сербского Поморья — в Зете и Захумье, откуда происходят старейшие памятники этого языка, но сейчас принято считать, что она образовалась несколько восточнее: у первых центров славянской письменности на Балканах — в Охриде и Преславе.

## Древнейшие памятники

### На глаголице
- Мариинское евангелие (X—XI век)
- Апостол Гришковича (XI век)
- Апостол Михановича

### На кириллице
- Темничская надпись (X—XI век)
- Хумская пластина (X—XI век)
- Пластина Градищанского судьи (XII век)
- Надпись на пластине в Требине (вторая половина XII века)